# Roc Roig (Gósol)
El Roc Roig és una muntanya de 2.053 metres que es troba entre els municipis de Gósol i de Saldes, a la comarca catalana del Berguedà.